# アトラスFC
アトラス・フトボル・クルブ（スペイン語: Atlas Fútbol Club）は、メキシコ中部、ハリスコ州の州都グアダラハラに本拠地を置くサッカークラブである。エスタディオ・ハリスコをホームスタジアムとしている。2024-25シーズンはリーガMX（1部）に所属している。

## 歴史
1916年、サッカー経験のある英語学校の学生数人によって設立された。伝統的にテクニックを重視しており、アトラスが用いた三角形のパス交換、技巧的なドリブルなどはメキシコサッカー界全体に影響を与えた。2000年にはコパ・リベルタドーレスに初出場し、優勝経験のあるSEパルメイラス（ブラジル）に準々決勝で敗れた。2008年には再びコパ・リベルタドーレスに出場し、やはり優勝経験のあるボカ・ジュニアーズ（アルゼンチン）に準々決勝で敗れた。2009年6月にはスーパーリーガに出場し、メキシコとアメリカの計8クラブがタイトルを争ったが、アトラスはグループリーグ3位で敗退した。下部組織には定評があり、キーパーのオスワルド・サンチェス（FIFAワールドカップ3大会出場）、フォワードのハレド・ボルヘッティ（メキシコ代表歴代最多得点者）、ディフェンダーのラファエル・マルケス（UEFAチャンピオンズリーグ優勝経験あり）、守備的ミッドフィールダーのパベル・パルド（メキシコ代表歴代2位の出場試合数）、攻撃的ミッドフィールダーのアンドレス・グアルダード（メキシコ代表として100試合以上出場）などをトップチームに送り込んでいる。

## 文化

### スタジアム
1960年1月31日に開場したエスタディオ・ハリスコをホームスタジアムとしている。エスタディオ・ハリスコはメキシコで3番目に収容人数が多く、1970 FIFAワールドカップではグループリーグ6試合、準々決勝1試合、準決勝1試合の計8試合が行なわれた。1986 FIFAワールドカップではグループリーグ6試合、決勝トーナメント1回戦1試合、準々決勝1試合、準決勝1試合の計9試合が行なわれた。かつてはチーバス・グアダラハラもエスタディオ・ハリスコを使用していたが、2010年、チーバスは自ら建てたエスタディオ・オムニライフにホームスタジアムを移転した。

### ライバル
同じグアダラハラを本拠地とするチーバス・グアダラハラとライバル関係にあり、両クラブの対戦はクラシコ・タパティオと呼ばれる。チーバスは1906年に設立され、労働者階級に人気のあるクラブである。アトラスは1916年に設立され、中産階級に人気のあるクラブである。アトラスが設立された1916年に初対戦が行なわれ、メキシコ最古のローカル・ダービーとされている。初期の対戦の際、チーバスのファンがアトラスの選手にマルガリータス（マーガレット）というニックネームを付け、一方のアトラスのファンはチーバスに対してチーバス・ロカス（気の狂ったヤギ）というニックネームを付けた。これらには侮蔑的な意味が込められていたが、現在ではそれぞれのサポーターが自クラブを語る際に一般的に使用されている。

### 下部組織

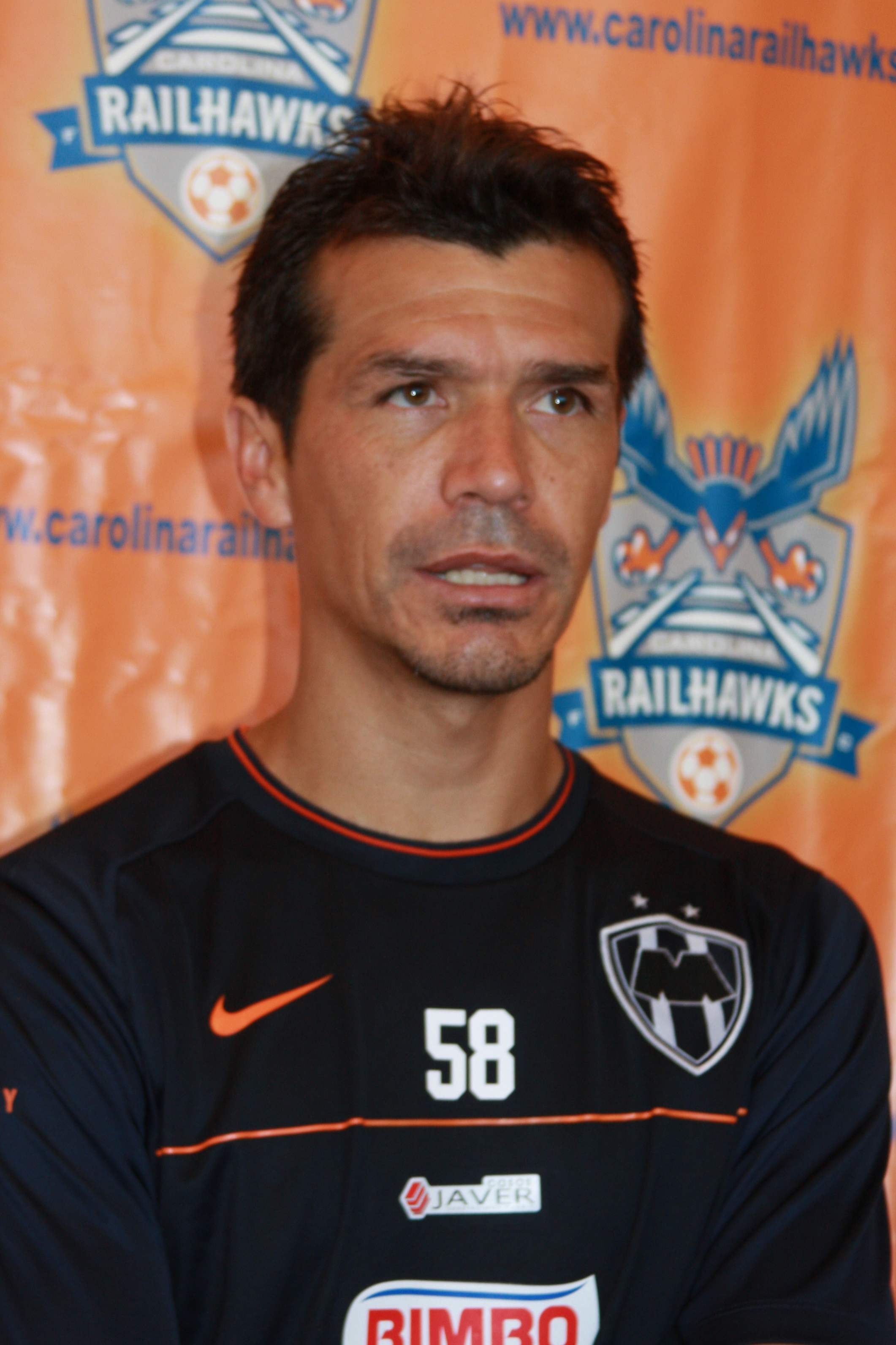
ボルヘッティ

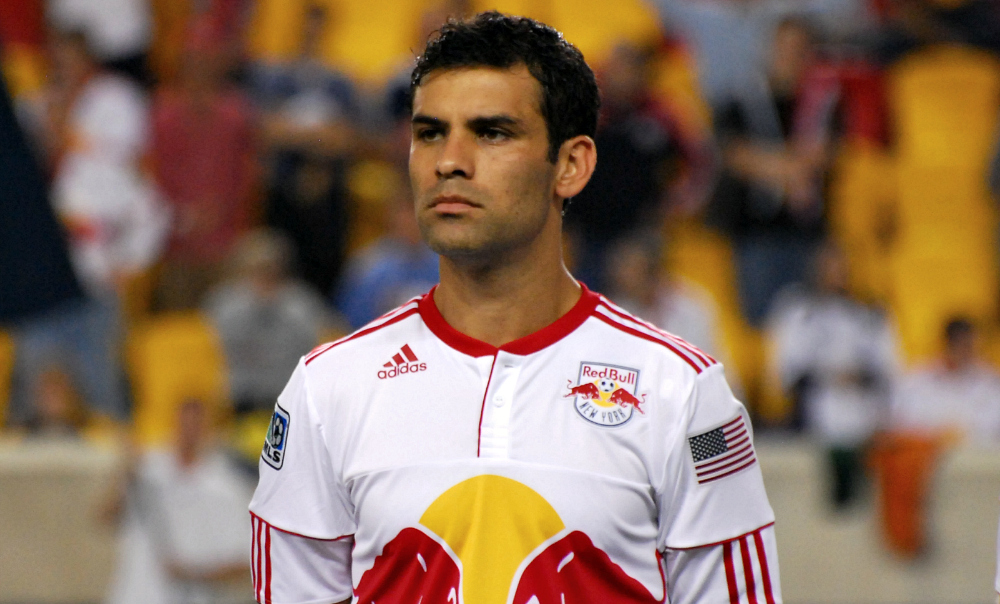
マルケス

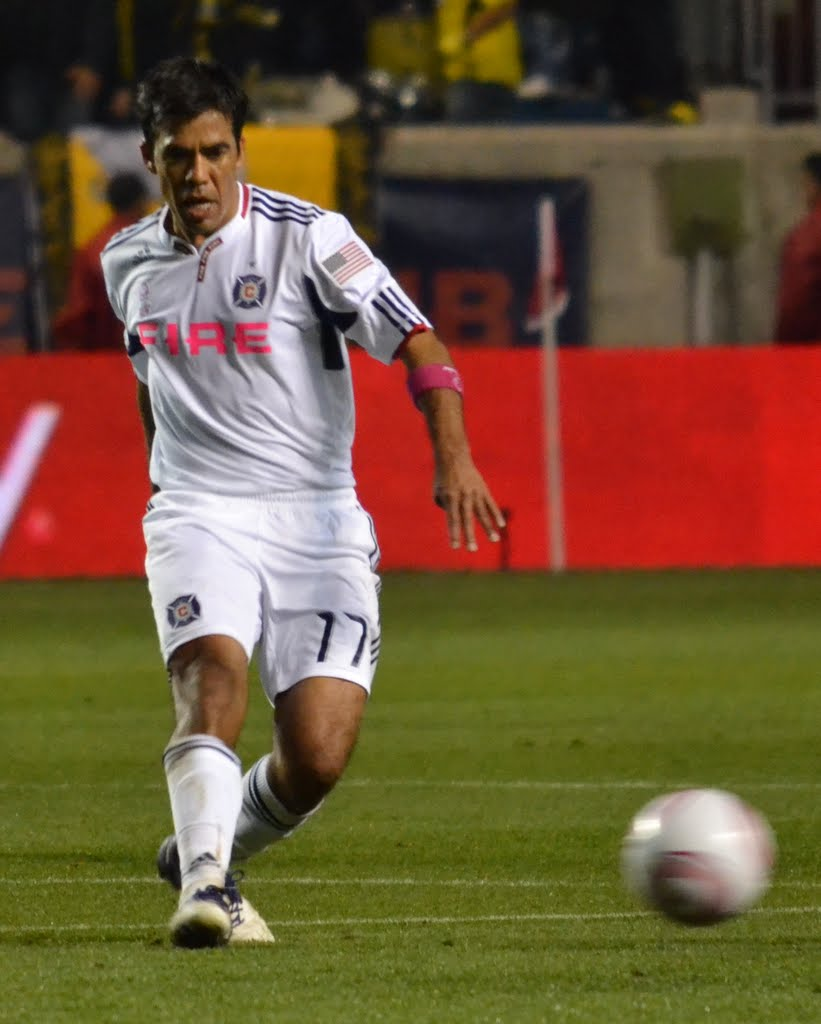
パルド

アトラスはメキシコでも有数の下部組織を持っており、1990年代以降だけでも以下の選手らがアトラスでトップチームデビューし、後にメキシコ代表に選出されている。2007年には、プリメーラ・ディビシオンのほとんどのクラブにアトラス出身選手が1人以上在籍していた。
1993年にはキーパーのオスワルド・サンチェスがデビューし、メキシコ代表としてはFIFAワールドカップ3大会のメンバーに選出されて99試合に出場した。サンチェスは1996年までアトラスに在籍したが、クラブ・アメリカを挟み、1999年にはアトラスのライバルであるチーバス・グアダラハラに移籍した。1994年にはハレド・ボルヘッティがトップチームデビューし、後にメキシコ代表の歴代最多得点者となったが、ボルヘッティはキャリアの大部分をサントス・ラグナでプレーした。1996年にはディフェンダーのラファエル・マルケスがデビューし、マルケスはフランスのASモナコ、スペインのFCバルセロナなどヨーロッパの強豪でプレーした。メキシコ代表としては116試合に出場し、キャプテンも務めた。マルケスと同じ1996年にはミゲル・セペーダがデビューし、メキシコ代表として50試合に出場した。
1997年にはダニエル・オソルノがデビューし、アトラスでリーグ戦278試合に出場。メキシコ代表としては57試合に出場して12得点を挙げた。オソルノと同じ1997年にはフアン・パブロ・ロドリゲス（エル・チャート）がデビューし、メキシコ代表として2001年のコパ・アメリカ2001などに出場した。フアン・パブロ・ロドリゲスはエストゥディアンテス・テコスを挟み、2006年には短期間ながらチーバスでもプレーした。1998年には守備的ミッドフィールダーのパベル・パルドがデビューし、メキシコ代表としては歴代2位の148試合に出場した。パルドと同じ1998年にはマリオ・メンデスがデビューし、2003年にメキシコ代表としてCONCACAFゴールドカップで優勝した。1999年にはフアン・パブロ・ガルシア（ロキート）がデビューし、2005年にCONCACAFゴールドカップ優勝メンバーとなった。
2002年にはキーパーのホセ・デ・ヘスス・コローナがデビューし、エストゥディアンテス・テコス移籍後の2005年にメキシコ代表に初選出された。2003年にはフアン・カルロス・メディーナがデビューし、2005年にメキシコ代表デビューした。2004年にはウーゴ・アジャラがデビューし、2009年にメキシコ代表デビューした。2005年にはアンドレス・グアルダードがデビューし、グアルダードはデポルティーボ・ラ・コルーニャやバレンシアCFなどスペインのクラブでプレーしている。トップチームデビュー年にはメキシコ代表にもデビューし、100試合以上に出場している。2006年にはホルヘ・トーレス・ニーロがデビューし、2011年にはCONCACAFゴールドカップ優勝メンバーとなった。2007年にはホルヘ・エルナンデスがデビューし、同年にメキシコ代表デビューした。ホルヘ・エルナンデスはトップチームデビュー前の2005年にU-17メキシコ代表としてFIFA U-17ワールドカップを制している。2008年にはエドガル・イバン・パチェコがデビューし、メキシコ代表としてコパ・アメリカ2011に出場した。

## タイトル

### 公式タイトル
- プリメーラ・ディビシオン : 1回

1950-51
- コパ・メヒコ : 4回

1945-46, 1949-50, 1961-62, 1967-68
- カンペオン・デ・カンペオーネス : 4回

1945-46, 1949-50, 1959-51, 1961-62
- セグンダ・ディビシオン : 3回

1954-55, 1971-72, 1978-79

### 親善タイトル
- コパ・マールボロ : 1回

1990
- コパ・クアドラングラール : 2回

2010, 2011

## ユニフォーム
| 期間               | 製造元         | キットスポンサー                                               |
| ------------------ | -------------- | -------------------------------------------------------------- |
| 1989–90            | Pajarito Sport | Bing                                                           |
| 1990–91            | Vicmar         | ペニャフィエル（飲料）                                         |
| 1991–92            | Pajarito Sport | ペニャフィエル（飲料）                                         |
| 1992–93            | Vicmar         | ペニャフィエル（飲料）                                         |
| 1993–94            | アンブロ       | テカテ                                                         |
| 1994–95            | ABA Sport      | テカテ                                                         |
| 1995–96            | ABA Sport      | スポンサーなし                                                 |
| 1996–99            | アスレティカ   | コロナビール/Estrella                                          |
| 1999-00            | アスレティカ   | コロナビール/コカ・コーラ/Estrella                             |
| 2000–01            | アスレティカ   | コカ・コーラ/オムニライフ（健康食品）/コロナビール             |
| 2001–02            | ナイキ         | コカ・コーラ/オムニライフ（健康食品）/コロナビール             |
| 2002–03            | ナイキ         | コカ・コーラ/コロナビール                                      |
| 2003–04            | ナイキ         | コカ・コーラ/コロナビール/Telcel                               |
| 2004–05            | Kappa          | コカ・コーラ/Bedoyecta/                                        |
| 2005–06            | Kappa          | コカ・コーラ/Sky/コロナビール                                  |
| 2006–07            | Kappa          | Bedoyecta/コカ・コーラ/コロナビール                            |
| 2007–08            | アスレティカ   | Bedoyecta/コカ・コーラ/コロナビール/Sky/Megacable              |
| 2008–09            | アスレティカ   | DiversityCapital/コカ・コーラ/コロナビール/Sky/Megacable       |
| 2009–10            | アスレティカ   | ハリスコ州/コカ・コーラ/コロナビール                           |
| 2010–11            | アスレティカ   | コカ・コーラ/Akron/コロナビール                                |
| 2011–12            | アスレティカ   | コカ・コーラ/2011年パン・アメリカン競技大会/Akron/コロナビール |
| アペルトゥーラ2012 | アスレティカ   | コカ・コーラ/Akron/コロナビール                                |
| 2013–              | ナイキ         | コカ・コーラ/Casas Javer/コロナビール/Volaris/Sky              |

## 現所属メンバー
2022年7月1日現在
注：選手の国籍表記はFIFAの定めた代表資格ルールに基づく。
| No. | Pos. |              | 選手名                     |
| --- | ---- | ------------ | -------------------------- |
| 1   | GK   | メキシコ     | ホセ・エルナンデス         |
| 2   | DF   | アルゼンチン | ウーゴ・ネルボ             |
| 3   | DF   | メキシコ     | イデケル・ドミンゲス       |
| 4   | DF   | メキシコ     | ホセ・アベージャ           |
| 5   | DF   | ペルー       | アンデルソン・サンタマリア |
| 6   | MF   | メキシコ     | エドガル・サルディバル     |
| 7   | MF   | メキシコ     | オジエル・エレーラ         |
| 8   | DF   | エクアドル   | アニバル・チャラ           |
| 9   | FW   | アルゼンチン | フリオ・フルチ             |
| 10  | MF   | ペルー       | エディソン・フローレス     |
| 11  | FW   | コロンビア   | マウロ・マノタス           |
| 12  | GK   | コロンビア   | カミロ・バルガス           |
| 13  | DF   | メキシコ     | ガディ・アギーレ           |

| No. | Pos. |            | 選手名                   |
| --- | ---- | ---------- | ------------------------ |
| 14  | DF   | メキシコ   | ルイス・レジェス         |
| 15  | DF   | メキシコ   | ディエゴ・バルボサ       |
| 17  | MF   | メキシコ   | ハシエル・マルティネス   |
| 18  | MF   | メキシコ   | ジェレミー・マルケス     |
| 19  | MF   | メキシコ   | エディアイルト・オルテガ |
| 20  | FW   | メキシコ   | アルベルト・オセホ       |
| 21  | DF   | メキシコ   | カルロス・ロブレス       |
| 22  | GK   | メキシコ   | アントニオ・サンチェス   |
| 23  | DF   | メキシコ   | アレハンドロ・ゴメス     |
| 26  | MF   | メキシコ   | アルド・ロチャ (主将)    |
| 28  | FW   | メキシコ   | クリストフェル・トレホ   |
| 29  | MF   | ウルグアイ | ブリアン・ロサノ         |
| 33  | FW   | コロンビア | フリアン・キニョネス     |

## 歴代監督
- マリオ・サナブリア 1992.7–1993.6
- マルセロ・ビエルサ 1993.7–1995.1
- ハビエル・トレンテ 1995.1–199?
- エフライン・フローレス（暫定）1995.2–1995.6
- エフライン・フローレス 1996.7–1997.3
- リカルド・ラ・ボルペ 1997.7–2001.6
- エフライン・フローレス 2001.9–2001.12
- エンリケ・メサ  2002.1–2002.9
- フェルナンド・キラルテ 2002.10–2003.9
- セルヒオ・ブエーノ 2003.9–2005.4
- ダニエル・グスマン 2005.7–2006.4
- ルベン・ロマーノ 2006.7–2007.9
- ホルヘ・カスタニェーダ（暫定）2007.9–2007.9
- トーマス・ボーイ 2007.9–2007.12
- ミゲル・アンヘル・ブリンディシ 2008.1–2008.9
- ダリオ・フランコ 2008.9–2009.1
- リカルド・ラ・ボルペ 2009.1–2010.1
- カルロス・イスチア 2010.1–2010.8
- ホセ・ルイス・マタ（暫定）2010.8–2010.10
- ベンハミン・ガリンド 2010.8–2011.6
- ルベン・ロマーノ 2011.7–2011.9
- フアン・カルロス・チャベス 2011.9–2012.8
- トーマス・ボーイ 2012.8–2013.6
- オマール・アサード 2013.7–2013.10
- ホセ・ルイス・マタ 2013.10–2013.11
- トーマス・ボーイ (2013-2015)
- グスタボ・マトサス (2015)
- グスタボ・コスタス (2015-2016)
- ホセ・グアダルーペ・クルス (2016-2018)
- ヘラルド・エスピノサ (2018)
- ルベン・ロマノ (2018)
- ヘラルド・エスピノサ (2018)
- アンヘル・ギジェルモ・オジョス (2018-2019)
- レアンドロ・クフレ (2019-2020)
- ラファエル・プエンテ・Jr. (2020)
- ディエゴ・コッカ (2020-2022)
- ベンハミン・モラ (2022-2023)
- ベニャ・サン・ホセ (2023-2024)
- ゴンサロ・ピネダ (2024-)

## 歴代所属選手
- オスワルド・サンチェス 1993-1996
- パベル・パルド 1993-1998
- ハレド・ボルヘッティ 1994-1996
- ラファエル・マルケス 1996-1999
- マリオ・メンデス 1998-2004
- アレモン 2000-2004
- ピニェイロ 2004
- ホベルチ 2004-2005
- ダニーロ 2005-2006
- アンドレス・グアルダード 2005-2007
- ファブリシオ・フエンテス 2005-2006
- ルーカス・バリオス 2006
- デニス・カニサ 2006-2007
- エマヌエル・ビジャ 2006-2007